# 座本大汪
※『汪』の字は正式には『王』の上に『山』を付与。
座本 大汪（ざもと だいおう、1950年11月12日 - ）は広島県福山市赤坂町生まれの書家。日展総理大臣賞受賞者である劉蒼居や、毎日芸術賞を受賞した金子卓義に師事。2010年に開かれた自身の還暦記念個展を評価され2011年6月9日に第24回毎日書道顕彰・芸術部門を受章。

## 経歴
1950年11月12日、広島県福山市赤坂町に生まれる。
1957年より兵庫県に移住し、活動拠点を兵庫県加古川市に定める。
1984年の第16回日展に初入選し、以降第29回日展までの期間で計9回入選。
2000年に自身が代表を務める書法研究嚶嚶を発足し、これまで師事を仰いだ劉蒼居の言葉「字を書くということは人間修行の総称である」を教訓に、漢字書家として古典研究に務める。
2010年に自身の還暦を記念して、兵庫県立美術館王子分館・原田の森ギャラリーにて開催された個展が評価され、2011年6月9日に第24回毎日書道顕彰・芸術部門受章。
2021年に自身の古稀を記念して、兵庫県立美術館王子分館・原田の森ギャラリーにて個展を開催。壁面37mの大作を飾る。

## 書歴
1971年　松本龍鳳に師事、木村知石（玄雲社）にも指導を仰ぐ
1984年　第16回日展初入選（以降1997年第29回日展まで計9回入選）
1988年　書法研究芳祥会を発足し代表に就任
1993年　劉蒼居（玄心会）に師事
1995年　読売新聞社賞受賞
1997年　読売新聞社賞受賞
1998年　読売書法会 理事に就任
2000年　金子卓義（創玄会 / 洪鳳社）に師事
2000年　書法研究嚶嚶（おうおう）を発足し代表に就任
2001年　嚶心書道会を設立し理事長に就任
2001年　毎日書道展 審査会員に就任
2003年　佛教大学 非常勤講師就任（〜2020年）
2007年　書法研究芳祥会の理事長に就任
2010年　兵庫県立美術館王子分館・原田の森ギャラリーにて還暦記念展を開催
2010年　小野市美術展覧会 審査員就任（〜2012年）
2011年　第24回毎日書道顕彰・芸術部門受章
2011年　書団・響を結成し副理事長に就任
2013年　滋賀県美術展覧会 審査員就任（〜2014年）
2014年　毎日書道展 運営委員就任
2015年　毎日書道展 会員賞選考委員就任
2015年　洲本市美術展覧会 審査員就任（〜2017年）
2018年　毎日書道展 会員賞選考委員就任
2018年　大津市美術展覧会 審査員就任（〜2019年）
2019年　西脇市美術展覧会 審査員就任（〜2020年）
2020年　堺市展 審査員就任（〜2022年）
2021年　兵庫県立美術館王子分館・原田の森ギャラリーにて古稀記念展を開催
2021年　毎日書道展漢字I類審査副部長に就任